# Фентинацетат
Фентинацетат представляет собой химическое соединение из группы оловоорганических соединений фентинов (трифенилов олова).

## Получение
Фентинацетат можно получить в результате реакции фенилмагнийхлорида с четыреххлористым оловом (реакция Гриньяра) и последующей реакции с уксусной кислотой.

## Характеристики
Фентинацетат — горючее бесцветное твердое вещество с ароматным, слегка кисловатым запахом, практически нерастворимое в воде. Разлагается при нагревании. В сухом состоянии стабилен, но быстро гидролизуются в присутствии воды.

## Использование
Фентинацетат используется в качестве фунгицида, гербицида против водорослей на рисовых полях, а также как моллюскоцид. Он был разработан в 1950-х годах компанией Van der Kerk und Luijten.

## Утверждение
Фентинацетат был утверждён к использованию в ФРГ в период между 1971 и 1997 годами, в ГДР до 1994 года.
Европейская комиссия  в 2002 году приняла решение не включать фентинацетат в список разрешённых пестицидов приложения 1 директивы 91/414 / ЕЕС.
В Германии, Австрии и Швейцарии фентинацетат запрещён к использованию.